# Erich Zimmermann (Bibliothekar)
Erich Zimmermann (* 6. April 1912 in Hamburg; † 24. November 1995 in Darmstadt) war ein deutscher Bibliothekar.

## Leben
Erich Zimmermann wurde 1912 als Sohn eines Senatsrates in Hamburg geboren. Er studierte Evangelische Theologie und Latein an der Universität Hamburg sowie zudem Geschichte an der Universität Marburg. Er promovierte 1937 in Hamburg zum Dr. phil. mit einer Dissertationsschrift zum Thema „Die deutsche Bibel im religiösen Leben des Spätmittelalters“.
Die Tätigkeit am Bibelarchiv in Hamburg, wo er seine Recherchen für die Dissertation durchführte, brachte ihn mit dem Bibliothekswesen in Kontakt.
Zimmermann war ab 1933 Mitglied der SA und ab 1937 Mitglied der NSDAP. Nach dem Staatsexamen begann er 1938 eine bibliothekarische Fachausbildung als Referendar an der Deutschen Bücherei in Leipzig und an der Bayerischen Staatsbibliothek in München. Seine bibliothekarische Fachprüfung legte er 1941 erfolgreich ab. Anschließend arbeitete er als Bibliotheksassessor und später als Bibliotheksrat an der Deutschen Bücherei. Während des Zweiten Weltkrieges war er Marineoffizier.
Nach dem Zweiten Weltkrieg beteiligte er sich ab 1946 an der Neugründung des Deutschen Bibelarchivs in Hamburg. Im Jahr darauf wechselte er an die Staats- und Universitätsbibliothek in seiner Heimatstadt und wirkte an deren Aufbau mit. Zimmermann war stark mit Sachfragen der Katalogverwaltung und Baufragen im Bibliothekswesen beschäftigt. Er arbeitete in zahlreichen Fachgremien mit. Er war Mitglied im Vereinsausschuss des Vereins Deutscher Bibliothekare, Geschäftsführer des Deutschen Bibliographischen Kuratoriums, Vorsitzender der VDB-Kommission für bibliographische Fragen und später Vorsitzender der VDB-Kommission für Dissertationsfragen.
Von 1956 bis 1962 war er Schriftleiter der Zeitschrift für Bibliothekswesen und Bibliographie und von 1959 bis 1969 war er Herausgeber der Bibliographischen Berichte.
1964 wurde Zimmermann Leiter der Hessischen Landes- und Hochschulbibliothek in Darmstadt. Hier trat er die Nachfolge von Ludwig Borngässer an, der nach Berlin gewechselt war. Zimmermann leitete die Bibliothek bis zu seinem Ruhestand im Jahre 1977.
In seiner Amtszeit ist das Angebot an die Nutzer sowie die Zahl der Bibliotheksbeschäftigten deutlich gestiegen. Ebenso nahm der Erwerbungsetat dieser einzigartigen Kombination einer Region- und Hochschulbibliothek deutlich zu. Die Zahl der örtlichen Nutzer hat sich in diesem Zeitraum mehr als verdoppelt.
1971 wurde am Campus Lichtwiese der TU Darmstadt im Architekturgebäude eine Nebenstelle der Bibliothek eröffnet, die bis 2013 Bestand hatte. Zudem richtete er im Schloss eine Lehrbuchsammlung ein.
Zum 400-jährigen Jubiläum brachte er die umfangreiche Festschrift „Durch der Jahrhundert Strom“ heraus.
Zimmermann hat zahlreiche Ausstellungen organisiert, die auch überregional wahrgenommen wurden. So eine Ausstellung über Kasimir Edschmid (1963) oder Karl Wolfskehl (1969). Besonderes Interesse entwickelte Zimmermann am Leben und Werk von Georg Büchner. Hierzu hat er vielfach Aufsätze publiziert. In seiner Amtszeit entstand auch ein Georg-Büchner-Archiv in der Hessischen Landes- und Hochschulbibliothek.
Erich Zimmermann starb im November 1995 in Darmstadt im Alter von 83 Jahren.

## Ehrungen
- 1977: Johann-Heinrich-Merck-Ehrung

## Veröffentlichungen
- 1938: Die deutsche Bibel im religiösen Leben des Spätmittelalters, Hamburg.
- 1967: Durch der Jahrhundert Strom. Beiträge zur Geschichte der Hessischen Landes- und Hochschulbibliothek Darmstadt, Frankfurt am Main.
- 1977: Die Bibliothek der Technischen Hochschule Darmstadt 1872–1976, in: TH Darmstadt (Hrsg.): 100 Jahre Technische Hochschule Darmstadt. Jahrbuch 1976/77, Darmstadt 1977, S. 449–465.